# Hannes Reichelt
Hannes Reichelt nació el 5 de julio de 1980 en Altenmarkt (Austria), es un esquiador que ha ganado 1 Campeonato del Mundo (2 Medallas en total), 1 Copa del Mundo en disciplina de Super Gigante y tiene 13 victorias en la Copa del Mundo de Esquí Alpino (con un total de 41 podiums).

## Resultados

### Juegos Olímpicos de Invierno
- 2006 en Turín, Italia
  - Super Gigante: 10.º

### Campeonatos Mundiales
- 2009 en Val d'Isère, Francia
  - Eslalon Gigante: 30.º
- 2011 en Garmisch-Partenkirchen, Alemania
  - Super Gigante: 2.º
  - Descenso: 16.º
- 2013 en Schladming, Austria
  - Super Gigante: 4.º
- 2015 en Vail/Beaver Creek, Estados Unidos
  - Super Gigante: 1.º
  - Descenso: 13.º
- 2017 en St. Moritz, Suiza
  - Super Gigante: 10.º
  - Descenso: 17.º

### Copa del Mundo

#### Clasificación general Copa del Mundo
- 2002-2003: 42.º
- 2003-2004: 138.º
- 2004-2005: 95.º
- 2005-2006: 20.º
- 2006-2007: 48.º
- 2007-2008: 10.°
- 2008-2009: 41.º
- 2009-2010: 27.º
- 2010-2011: 23.º
- 2011-2012: 5.º
- 2012-2013: 8.º
- 2013-2014: 12.º
- 2014-2015: 6.º
- 2015-2016: 16.º

#### Clasificación por disciplinas (Top-10)
- 2002-2003:
  - Super Gigante: 5.º
- 2005-2006:
  - Super Gigante: 4.º
- 2007-2008:
  - Super Gigante: 1.º
  - Eslalon Gigante: 8.º
- 2009-2010:
  - Super Gigante: 7.º
- 2010-2011:
  - Super Gigante: 5.º
- 2011-2012:
  - Descenso: 4.º
  - Eslalon Gigante: 5.º
  - Super Gigante: 8.º
- 2012-2013:
  - Descenso: 5.º
  - Super Gigante: 6.º
- 2013-2014:
  - Descenso: 2.º
- 2014-2015:
  - Descenso: 2.º
  - Super Gigante: 4.º
- 2015-2016:
  - Descenso: 10.º

#### Victorias en la Copa del Mundo (13)

##### Descenso (5)
| Fecha                   | Lugar                  |
| ----------------------- | ---------------------- |
| 29 de diciembre de 2012 | Bormio                 |
| 25 de enero de 2014     | Kitzbühel              |
| 28 de febrero de 2015   | Garmisch-Partenkirchen |
| 7 de marzo de 2015      | Kvitfjell              |
| 28 de enero de 2017     | Garmisch-Partenkirchen |

##### Super Gigante (7)
| Fecha                  | Lugar        |
| ---------------------- | ------------ |
| 1 de diciembre de 2005 | Beaver Creek |
| 3 de diciembre de 2007 | Beaver Creek |
| 13 de marzo de 2008    | Bormio       |
| 5 de febrero de 2011   | Hinterstoder |
| 6 de diciembre de 2014 | Beaver Creek |
| 18 de enero de 2015    | Wengen       |
| 16 de marzo de 2017    | Aspen        |

##### Eslalon Gigante (1)
| Fecha                 | Lugar    |
| --------------------- | -------- |
| 23 de febrero de 2008 | Whistler |